# Skotské kláštery
Skotské kláštery (německy Schottenklöster) jsou kláštery na evropském kontinentu, které byly zakládány v pozdním středověku kolem roku 1200 iroskotskými mnichy převážně v jihoněmeckých a rakouských zemích. Významným zdrojem informací o raných dobách skotských klášterů je spis Vita Mariani Scotti.
Již od dob raného středověku vycházela z Irska čilá misijní aktivita, tzv. Iroskotská misie. Tehdejší latinský název Irska byl Scotia Maior, podle někdejšího keltského kmene Skotů. Od 3. do 5. století se usídlovali také v severní Británii. Odtud pak pochází označení pro irské mnichy „Skotové“ nebo „Iroskotové“ a jejich sdružení jako „iroskotské církve“.
U klášterů, které byly založeny v 6. až 10. století (stěhování národů a raný středověk) iroskotskými mnichy, zpravidla hovoříme o iroskotském zakládání klášterů, nikoli o skotských klášterech.

## Významné skotské kláštery a kostely
- Skotský klášter v Eichstättu
- Skotský kostel (Erfurt), skotský kostel St. Nicolai a St. Jacobi
- Skotský klášter v Kelheimu
- Skotský klášter v Kyjevě
- Skotský klášter v Kostnici
- Skotský klášter v Memmingenu
- Skotský klášter v Norimberku
- Skotský klášter svatého Jakuba se skotským kostelem svatého Jakuba v Řezně
- Skotský klášter Weih Sankt Peter Řezno
- Skotský klášter ve Vídni ve Vídni, Schottenkirche Unsere Liebe Frau zu den Schotten
- Skotský klášter Würzburg
- Převorství Ross Carberry